# Lysimachia peduncularis
Lysimachia peduncularis är en viveväxtart som beskrevs av Nathaniel Wallich och Wilhelm Sulpiz Kurz. Lysimachia peduncularis ingår i släktet lysingar, och familjen viveväxter. Inga underarter finns listade i Catalogue of Life.